# Souk El Kachachine
Le souk El Kachachine (arabe : سوق القشاشين) ou souk des Fripiers est l'un des souks de la médina de Tunis, spécialisé dans la friperie.

## Localisation

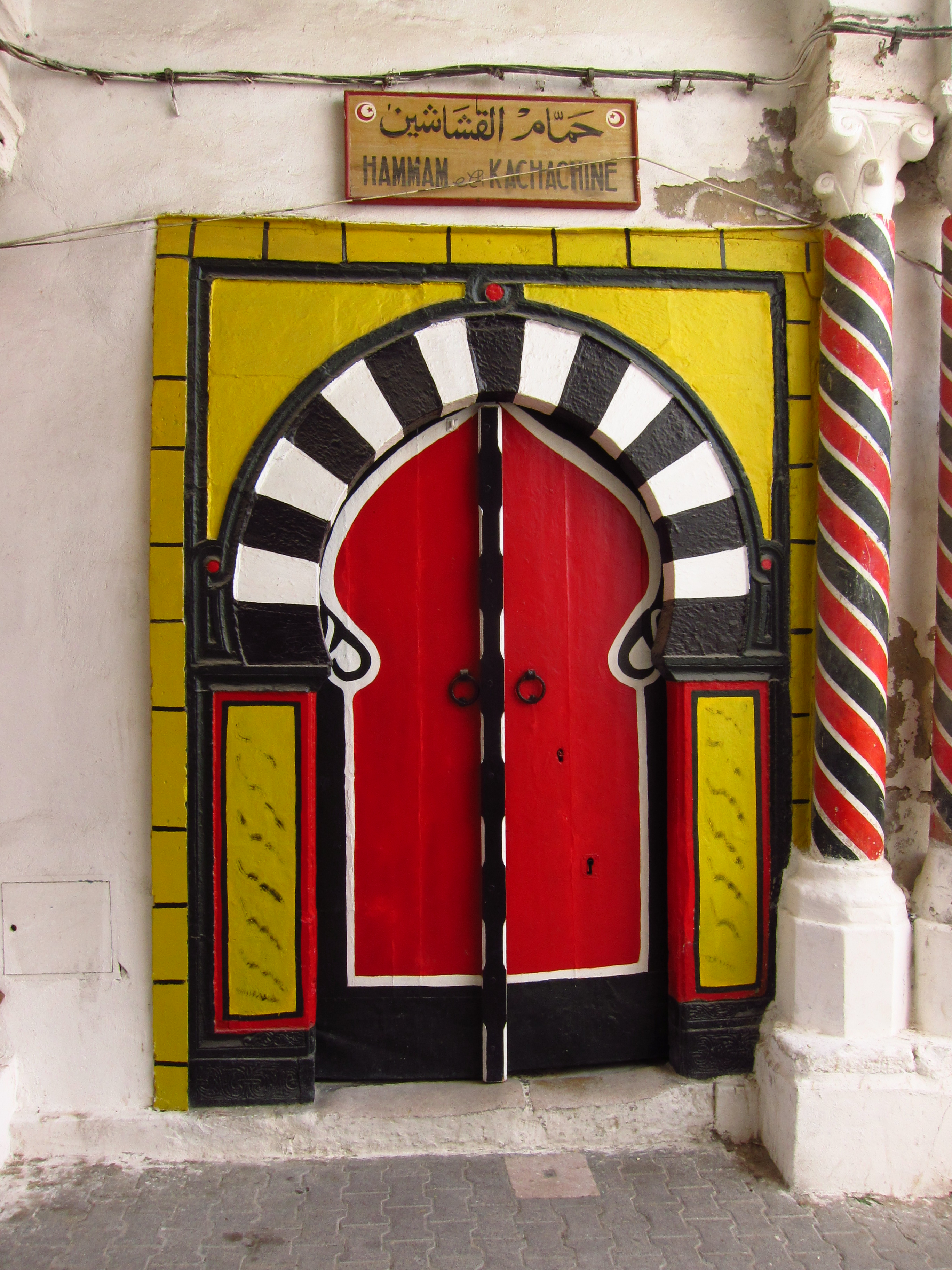
Porte du hammam El Kachachine.

Il est situé à l'ouest de la mosquée Zitouna. On peut y accéder par le souk El Nissa.

## Historique
Il est édifié à l'époque hafside (1128-1535).

## Monument
On y trouve un hammam portant le même nom.

## Témoignages
Charles Lallemand, qui visite la Tunisie à la fin du XIXe siècle, livre un témoignage sur ce souk : 

« Tous les matins, dans la rue Kachachine, ce sont plutôt des revendeurs de vêtements de femmes, d'objets de ménage et de tentures d'appartement. Aussi les fripières, vieilles femmes ou servantes, sont-elles assises sur le sol, dans la rue, tout le long des boutiques, attendant que les revendeurs viennent leur faire des offres en agitant devant elles leur vieille marchandise, et l'on voit s'amonceler peu à peu devant ces marchandes à la toilette d'un nouveau genre des rideaux, des couvertures, des vestes de femme et des gilets brodés, des pantalons, des ceintures, des haïks, des voiles et toutes sortes de friperies aux couleurs éclatantes. Les revendeurs et colporteurs de vêtements dépendent de l'amine des tailleurs. »